# حوض بنيوي
الحوض البنيوي أو الحوض الهيكلي هو تكوين بنيوي واسع النطاق للطبقات الصخرية يتشكل من التشويه التكتوني المسبق للطبقات المسطحة. الأحواض البنيوية هي منخفضات جيولوجية، وهي عكس القبب ‏. تُعرف بعض الأحواض الهيكلية الممدودة أيضًا باسم الطيات المقعرة. قد تكون الأحواض البنيوية أيضًا أحواضًا رسوبية، وهي مجموعات من الرواسب التي تملأ المنخفض أو تتراكم في منطقة ما؛ ومع ذلك، تم تشكيل العديد من الأحواض الهيكلية بواسطة الأحداث التكتونية بعد فترة طويلة من ترسب الطبقات الرسوبية.
قد تظهر الأحواض تقريبًا على خريطة جيولوجية دائرية الشكل أو بيضاوية، مع طبقات متحدة المركز. نظرًا لأن الطبقات تتراجع باتجاه المركز، فإن الطبقات المكشوفة في الحوض تكون أصغر سناً من الخارج إلى الداخل، مع وجود صخور أصغر في الوسط. الأحواض غالبًا ما تكون كبيرة في المساحة، وغالبًا ما تتجاوز مئات الكيلومترات.
الأحواض البنيوية غالبًا ما تكون مصادر مهمة للفحم والنفط والمياه الجوفية.

## أمثلة على الأحواض الإنشائية

### أوروبا
- حوض هامبشاير، المملكة المتحدة
- حوض لندن، المملكة المتحدة
- حوض باريس، فرنسا
- حوض بيرميان، بولندا، شمال ألمانيا، الدنمارك، هولندا، بحر الشمال، واسكتلندا

### أمريكا الشمالية

#### ترينيداد وتوباغو
- الحوض الجنوبي، ترينيداد

#### الولايات المتحدة الأمريكية
- حوض البوكيرك، نيو مكسيكو
- حوض الآبالاش، شرق الولايات المتحدة
- حوض القرن الكبير، وايومنغ
- حوض المحارب الأسود، ألاباما وميسيسيبي
- حوض ديلاوير، تكساس ونيو مكسيكو
- حوض دنفر، كولورادو
- حوض إلينوي، إلينوي
- حوض لوس أنجلوس، كاليفورنيا
- حوض ميشيغان، ميشيغان
- شمال بارك كولورادو حوض
- حوض بارادوكس، يوتا وكولورادو
- حوض بيرميان، تكساس ونيو مكسيكو
- حوض بيسيانس، كولورادو
- مسحوق نهر حوض، وايومنغ ومونتانا
- حوض راتون، كولورادو ونيو مكسيكو
- حوض ساكرامنتو، كاليفورنيا
- حوض سان خوان، نيو مكسيكو وكولورادو
- حوض يانتا، يوتا
- حوض ويليستون، مونتانا وداكوتا الشمالية
- حوض نهر الرياح، وايومنغ

### أوقيانوسيا

#### أستراليا
- حوض أماديوس
- حوض بوين
- حوض كوبر
- حوض الجليل
- حوض ارتوازي كبير

### جنوب أمريكا
- حوض تشاكو، الأرجنتين، بوليفيا وباراغواي
- حوض ماجالانيس، تشيلي
- حوض نيوكين، الأرجنتين وشيلي
- حوض بارانا، الأرجنتين، البرازيل، باراغواي وأوروغواي